# Paweł Krupski
Paweł Krupski (ur. 30 września 1953 we Wrocławiu) – polski matematyk, specjalizujący się w topologii; profesor dr hab., nauczyciel akademicki związany z Uniwersytetem Wrocławskim, wykładowca na Wydziale Podstawowych Problemów Techniki Politechniki Wrocławskiej.

## Życiorys
W 1977 roku ukończył studia wyższe na Uniwersytecie Wrocławskim, uzyskując tytuł magistra matematyki. Bezpośrednio po ukończeniu studiów podjął pracę w Instytucie Matematycznym Uniwersytetu Wrocławskiego. Ponadto przez rok w roku szkolnym 1980/1981 pracował jako nauczyciel matematyki w III Liceum Ogólnokształcącym we Wrocławiu. W 1985 roku otrzymał stopień naukowy doktora nauk matematycznych na podstawie pracy pt. Własność Kelleya w pewnych klasach continuów, której promotorem był prof. Janusz Jerzy Charatonik. W 1996 roku uzyskał kolejny stopień naukowy – doktora habilitowanego nauk matematycznych w zakresie matematyki o specjalności topologia, na podstawie rozprawy nt. Przestrzenie jednorodne. Od 2002 roku jest kierownikiem Zakładu Topologii w Instytucie Matematycznym Uniwersytetu Wrocławskiego. Kierował w tym instytucie Studium Doktoranckim. W roku 2004 uzyskał tytuł naukowy profesora.
Jest aktywnym członkiem Polskiego Towarzystwa Matematycznego i od 1996 roku Amerykańskiego Towarzystwa Matematycznego. Jego zainteresowania naukowe koncentrują się wokół problematyki związanej z topologią ogólną i geometryczną. Wypromował dwóch doktorów. Jest autorem ponad 30 prac naukowych, opublikowanych w czasopismach krajowych i zagranicznych. Od 2016 roku wykłada na Wydziale Podstawowych Problemów Techniki Politechniki Wrocławskiej, w Katedrze Informatyki.